# Jehan Alain
Jehan-Ariste Alain (Saint-Germain-en-Laye, 3 februari 1911 – Petit-Puy (bij Saumur), 20 juni 1940) was een Frans componist en organist.

## Leven
Naast de opleiding bij zijn moeder en vader (piano, orgel, harmonie) kreeg hij vooral orgelles bij Augustin Pierson (1905-1958) op het orgel van de kathedraal Saint-Louis in Versailles. Omdat Jehan-Ariste al op 11-jarige leeftijd gedebuteerd was, speelde hij op 13-jarige leeftijd als hulporganist voor zijn vader Albert Alain (1880-1971), die organist was en een leerling van Gabriel Fauré en van Alexandre Guilmant, op het orgel in de kerk van zijn geboortestad. Zijn zuster Marie-Odile (1914-1937) was een sopraan en pianiste. De bekende organiste Marie-Claire Alain (1926-2013) is ook een zuster van hem, en heeft zich na zijn vroegtijdige dood altijd beijverd zijn muziek, met name zijn orgelmuziek, in bredere kring bekend te maken.
Hij studeerde vanaf 1928 orgel aan het Conservatoire National Supérieur de Musique in Parijs onder Marcel Dupré en compositie onder Paul Dukas en Jean Roger-Ducasse. In de harmonie-klas van André Bloch (1873-1960) behaalde hij in 1933 het diploma met een eerste prijs. De fuga en de compositieklas van Georges Caussade (1873-1936) sloot hij ook met een 1e prijs en diploma af. Ook bij Dupré behaalde hij voor orgel en improvisatie een eerste prijs. Nadat hij afgestudeerd was, kreeg hij in 1935 zijn eerste baan als organist aan de kerk Saint-Nicolas in Maison-Lafitte. In 1940 diende hij in het Franse leger. Hij sneuvelde tijdens de Slag om Frankrijk in Saumur.

## Stijl
Jehan Alain behoort tot de componisten van zijn generatie met grote begaafdheid op het gebied van de orgelmuziek. Naast impressionistische invloeden en invloeden vanuit het verre Oosten (ritmes, toonschalen) is ook een beetje surrealistische humor te herkennen, maar qua stijl werd hij beïnvloed door Charles Tournemire en Olivier Messiaen. De bekendste werken van hem zijn de Litanies, de Trois Danses en Le Jardin Suspendu.

## Composities

### Werken voor orkest
- 1937 Trois danses, voor orkest, op. 120
  1. Joies
  2. Deuils
  3. Luttes
- 1945 Trois danses, voor orkest, op. 120 B
  1. Joies
  2. Deuils
  3. Luttes
- 1946 Prière pour nous autres charnels, voor orkest, op. 137 A

### Missen
- 1938 Messe modale en septuor, voor sopraan, alt, fluit, strijkkwartet en orgel, op. 136
- 1938 Messe grégorienne de mariage, voor solozang en strijkkwartet, op. 124
- 1938 Messe de Requiem, voor gemengd koor, op. 125
- 1938 L'année liturgique israëlite, voor orgel, op. 139

### Werken voor koor
- 1932 Cantique en mode phrygien, voor gemengd koor, op. 34
- 1933 Variations chorales sur Sacris solemniis, voor vijfstemmig koor en orgel, op. 26
- 1933 Chanson à bouche fermée, voor gemengd koor, op. 39
- 1933 Fugue sur un sujet de Henri Rabaud, voor gemengd koor, op. 133
- 1935 Fantaisie pour chœur à bouche fermée, voor driestemmig koor, op. 47
- 1937 Complainte de Jean Renaud, voor gemengd koor, op. 90
- 1938 O salutaris, dit de Dugay, voor gemengd koor, op. 83
- 1938 Faux-Bourdon pour le Laudate du VIème ton, voor drie gelijke stemmen, op. 96
- 1938 Noël nouvelet, voor driestemmig gemengd koor, op. 101
- 1938 Que j'aime ce divin Enfant, voor driestemmig gemengd koor, op. 112
- 1939 Tu es Petrus, voor driestemmig gemengd koor, op. 123
- D'où vient qu'en cette nuitée..., voor gemengd koor, 113 A

### Vocale muziek
- 1930 Variations sur un thème donné de Rimsky-Korsakov, voor vier stemmen, op. 131
- 1932 O quam suavis est, voor bariton, op. 35
- 1932 Chant nuptial, voor bariton en orgel, op. 132
- 1932 Chant nuptial, voor bariton, bas, cello en orgel, op. 132 A
- 1935 Laisse les nuages blancs, voor sopraan en tenor, op. 58
- 1935 Foire, voor solozang en piano, op. 60
- 1936 Chanson tirée du "chat-qui-s'en-va-tout-seul", voor sopraan, op. 88
- 1937 Vocalise dorienne, voor sopraan en orgel, op. 95
- 1937 Vocalise dorienne - Ave Maria, voor sopraan en orgel, op. 95 A
- 1937 O salutaris, voor twee gelijke zangstemmen, op. 98
- 1938 Tantum ergo, voor twee ongelijke zangstemmen en orgel
- 1938 Que j'aime ce divin Enfant, voor drie gelijke stemmen en orgel, op. 112 A
- 1938 D'où vient qu'en cette nuitée..., voor twee gelijke stemmen en orgel, op. 113
- 1938 Le Père Noël passera-t-il ?, voor solozang, op. 114
- 1938 Prière pour nous autres charnels, voor tenor, bas en orgel, op. 137
- 1938 Tantum ergo, voor sopraan, bariton en orgel, op. 122
- 1939 Salve, virilis pectoris, voor sopraan, tenor en orgel, op. 141
- 1939 O salutaris, voor sopraan en orgel, op. 142

### Kamermuziek
- 1930 Variations sur un thème donné de Rimsky-Korsakov, voor strijkkwartet, op. 131 B
- 1933 Adagio en quintette, voor strijkkwintet, op. 64 A
- 1933 Fugue sur un sujet de Henri Rabaud, voor strijkkwartet, op. 133 B
- 1933 Prélude, voor strijkkwintet, op. 80 A
- 1934 Intermezzo, voor twee piano's en fagot, op. 66
- 1934-1935 Trois mouvements, voor fluit en piano
  1. Allegretto con grazia, op. 74
  2. Andante, op. 73
  3. Allegro vivace, op. 73 A
- 1934 Intermède, voor cello en piano, op. 74 A
- 1934 Trois mouvements, voor fluit en piano (of: viool en piano), 74 B
- 1934 Andante con variazioni, voor strijkkwintet, op. 69 A
- 1934 Scherzo, voor strijkkwintet, op. 70 A
- 1935 Largo assai, ma molto rubato, voor cello en piano, op. 81 bis
- 1937 Invention à trois voix, voor fluit, hobo en klarinet, op. 94
- 1937 Invention à trois voix, voor fluit en orgel, op. 94 A
- 1938 Sarabande, voor orgel, strijkkwintet en timbales, op. 120 D
- 1938 Monodie, voor fluit, op. 135 A
- 1938 Aria, voor fluit en orgel, op. 138 A
- 1938 Marche de Saint Nicolas, voor twee clairons, kleine trom en orgel, op. 121
- 1938 Marche des Horaces et des Curiaces, voor twee clairons, kleine trom en orgel, op. 121 A
- Adagio, voor cello en piano, op. 43
- Trois mouvements, voor fluit en orgel, op. 74 C

### Werken voor orgel
- 1929 Berceuse sur deux notes qui cornent, op. 7 bis
- 1930 Ballade en mode phrygien, op. 9
- 1930 Lamento, op. 14
- 1930 Postlude pour l'Office de Complies, op. 29
- 1930 Variations sur un chant donné de Rimsky-Korsakov, op. 131 A
- 1931 Verset-Choral, op. 6
- 1931 Pièces d'après François Campion, op. 143
- 1932 Variations sur Lucis Creator, op. 27
- 1932 Fugue en mode de fa, op. 28
- 1932 Chant donné, op. 37
- 1932 Climat, op. 79
- 1932 Trois minutes
  1. Un cercle d'argent, op. 30
  2. Romance, op. 31
  3. Grave, op. 32
- 1932 Première danse à Agni Yavishta, op. 77
- 1932 Deuxième danse à Agni Yavishta, op. 78
- 1932 Petite pièce, op. 33
- 1932 Complainte à la mode ancienne, op. 38
- 1933 Premier Prélude profane (Wieder an), op. 64
- 1933 Deuxième Prélude profane (Und jetzt), op. 65
- 1933 Fugue sur un sujet de Henri Rabaud, op. 133 A
- 1933 Première Fantaisie, op. 72
- 1934 Choral cistercien pour une Élévation, op. 134
- 1934 Le jardin suspendu, op. 71
- 1935 Intermezzo, op. 66 bis
- 1935 Suite pour orgue
  1. Introduction et variations, op. 69
  2. Scherzo, op. 70
  3. Choral, op. 82
- 1935 Fugue, op. 57
- 1935 De Jules Lemaître, op. 62
- 1935 Fantasmagorie, op. 63
- 1935 Choral dorien, op. 67
- 1935 Choral phrygien, op. 68
- 1935 Prélude, op. 75
- 1935 Andante, op. 89 bis
- 1936 Deuxième Fantaisie, op. 117
- 1937 Litanies, op. 119
- 1937 Final pour une sonatine facile
- 1937 Variations sur un thème de Clément Janequin, op. 118  Variations sur un thème de Clément Janequin
- 1938 Danse funèbre pour honorer une mémoire héroïque, op. 120 bis
- 1938 Monodie, op. 135
- 1938 Aria, op. 138
- 1940 Trois danses, op. 120 A
  1. Joies
  2. Deuils
  3. Luttes
- A - Noël nouvelet, op. 101 A

### Werken voor piano
- 1929 Togo, op. 21
- 1929 Etude sur un thème de quatre notes, op. 3
- 1929 Chanson triste, op. 8
- 1930 Thème et cinq variations, op. 2
- 1930 Quarante variations, op. 1
- 1930 Des nuages gris, voor twee piano's, op. 17
- 1930 Ecce ancilla Domini, op. 4
- 1930 Adagio, op. 130
- 1930 Seigneur, donne-nous la paix éternelle (Choral), op. 5
- 1930 Etude de sonorité sur une double pédale, op. 7
- 1930 Etude sur les doubles notes, op. 10
- 1930 Pour le défrichage, op. 20
- 1930 Lettre à son amie Lola pour la consoler d'avoir attrapé la grippe, op. 129
- 1931 Petite rhapsodie, op. 12
- 1931 Mélodie-sandwich, op. 16
- 1931 Lumière qui tombe d'un vasistas, op. 11
- 1931 Histoire sur un tapis, entre des murs blancs, op. 15
- 1931 Canons à sept, voor twee piano's, op. 18
- 1931 Heureusement, la bonne fée sa marraine..., op. 13
- 1931 Nocturne, soir du 22 août '31, op. 19
- 1931 En dévissant mes chaussettes, op. 22
- 1931 26 septembre 1931, op. 23
- 1931 Dans le rêve laissé par la Ballade des pendus de François Villon, op. 24
- 1932 Choral et variations - Mythologies japonaises, op. 25
- 1932 Le rosier de Mme Husson, op. 36
- 1932 Canon (ook voor harmonium), op. 61
- 1932 Trois minutes
  1. Un cercle d'argent
  2. Romance
  3. Grave
- 1935 Andante, op. 81
- 1935 Fugue
- 1935 Nocturne, op. 76
- 1935 Suite monodique
  1. Animato, op. 80
  2. Adagio, molto rubato, op. 89
  3. Vivace, op. 116
- 1935 Prélude, op. 87
- 1935 Prélude et fugue, op. 87 A
- 1936 Berceuse, op. 86
- 1936 Tarass Boulba, op. 91
- 1937 Quand Marion..., op. 84
- 1937 Nous n'irons plus au bois..., op. 85
- 1937 Suite facile : Barcarolle, op. 93
- 1937 Idée pour improviser sur le Christe eleison, op. 99
- 1937 Idée pour improviser sur le deuxième Amen, op. 100
- 1938 Le petit Jésus s'en va-t-à l'école, op. 97
- 1940 Trois danses, voor twee piano's, op. 120 C
  1. Joies
  2. Deuils
  3. Luttes
- Amen, op. 44
- Comme quoi les projets les plus belliqueux..., op. 55
- Histoire d'un homme qui jouait de la trompette dans la forêt vierge, op. 59
- Il pleuvra toute la journée, op. 41
- La peste, op. 52
- Le bon Roi Dagobert, op. 56
- Le gai liseron, op. 49
- Litanies, voor twee piano's, op. 119 A
- Mephisto, op. 51
- Post-scriptum, voor twee piano's, op. 46
- Sonata, op. 50
- Sur le mode ré, mi, fa..., op. 42
- Théorie, op. 48
- Un très vieux motif, op. 45
- Une scie, op. 40

### Werken voor harp
- Vivace, op. 116 A

## Publicaties
- Marie-Claire Alain: L'OEuvre d'orgue de Jehan Alain, conseils pour l'exécution. in: «L'Organo» (6, 2) 1968.
- Helga Schauerte: Jehan Alain (1911-1940). Das Orgelwerk. Eine monographische Studie (Kölner Beiträge zur Musikforschung, 137), Gustav Bosse Verlag, Regensburg, 1983, 232 p.
- Aurélie Dacourt: Un musicien dans la ville - Albert Alain (1880-1971). Valhermeil, 2001.
- Wilhelm Hafner: Das Orgelwerk von Jehan Alain (1911 - 1940) und sein Verhältnis zur französischen Orgelmusik des 20. Jahrhunderts - mit 285 Notenbeispielen. in: Sammlung musikwissenschaftlicher Abhandlungen; Bd. 92, Verlag Koerner, Baden-Baden. 2000. 583 p. ISBN 3-87320-592-0
- Helga Schauerte en Pierdamiano Peretti: La registrazione organistica nelle opere di Jehan Alain sull’esempio della Deuxième Fantaisie. in: Arte organaria e organistica (VIII, nº 37) 2001. p. 44 – 51.
- Helga Schauerte: Jehan Alain. Mourir à trente ans. Delatour France, Sampzon, 2020. 302 p.; Engelse vertaling door Carolyn Shuster Fournier en Connie Glessner: Jehan Alain. Understanding His Musical Genius, Delatour France, Sampzon, 2022. 342.